# 黃統
黃統（1888年—1952年10月7日），字天行，號少亮，譜名顯世。陝西省白河縣東壩老爺灣人。民國37年（1948年）在陝西省第二選區當選第一屆立法委員。

## 生平[1]
- 早年留學日本法政學校
- 陝西都督府軍政司書記官
- 陝西省通俗講演所所長、交通部育才科科長、交通部技士、河南省政府秘書、陝西省政府委員兼教育廳長、西安市政建設委員會委員、陝西省立中山大學校長
- 抗戰時在重慶歌樂山租地務農，後任非常時期服務團第八隊隊長、陝西省臨時參議會參議員、陝西省征遠會監察委員、陝西省銀行官股董事、陝西省參議員，
- 民國37年，當選立法委員，曾出席第一屆立法院第一會期？？，1950年，以奉明令通緝註銷以候補人楊迺儒遞補[2]
- 1950年，由香港到北京人民革命大學學習，1951年任西北軍政委員會參事
- 1952年10月7日，因患腦溢血歿於南京鼓樓醫院，葬於中華門外雨花臺大眾公墓